# Jason de Vos
Jason Richard de Vos (London (Ontário), 2 de janeiro de 1974) é um ex-futebolista profissional canadense que atuava como defensor.

## Carreira
Jason de Vos se profissionalizou no London Lasers.

## Seleção
Jason de Vos integrou a Seleção Canadense de Futebol na Copa das Confederações de 2001.

## Títulos
Canadá
- Copa Ouro da CONCACAF de 2000